# 和田豊治
和田 豊治（わだ とよじ、1861年12月19日（文久元年11月18日） - 1924年（大正13年）3月4日）は、日本の明治・大正期の財界人、貴族院勅選挙議員。富士紡績会社や理化学研究所など、創立に携わった会社は数十社を超え、渋沢栄一に続く大正時代の「財界世話人」として君臨した。
従五位勲三等瑞宝章（1924年）。藍綬褒章（1911年）。

## 人物
豊前国（現・大分県）生まれ。中津藩士・和田薫六の長男。
はじめ川端楊坪の塾で書を学び、次いで大久保逕造の塾で四書五経を修める。藩校・進脩館の後身校「中津市学校」に入学し、村上家に寄食して医者を目指す。上京し、小幡篤次郎の推薦で1882年（明治15年）に慶應義塾へ入学。明治17年（1884年）7月に慶應義塾を卒業して翌年に渡米し、甲斐織衛の商店や葉巻煙草製造所で職工として働く。
1891年（明治24年）に帰国し、日本郵船神戸支店へ入社したが翌年退社し、三井銀行を経て鐘淵紡績東京本店支配人に就任。欧州の先進技術を導入して同社の経営を立て直し、その功績により1911年（明治44年）に藍綬褒章を受けることになる。 1893年（明治26年）から1900年（明治33年）まで中国に漫遊し、日清戦争や遼東還附、義和団の乱を見聞した。帰朝後の1901年（明治34年）に三井家を辞職し、富士紡績に身を移し、専務取締役となった。東洋協会評議員、南亜公司相談役となり、大正元年（1912年）にエジプトで行われた万国紡織聯合会に日本国代表者として出席。
1913年（大正2年）に東京商業会議所特別議員となり、日本興業銀行総裁を辞退、以来政府の国策政策に次々と関わるようになり、大正4年（1915年）正六位、同年に明治神宮奉賛会理事長。大正6年（1917年）日本郵船取締役、東洋製鐵会社取締役、翌年日華紡績会社社長。大正8年（1919年）輸出綿織物連合会組長、第一生命保険会社相談役。大正9年（1920年）日華実業協会副会長。大正10年（1921年）皇典研究所理事、同仁会理事に就任し、理化学研究所創立に奔走した。大正11年（1922年）貴族院勅選議員、日本経済連盟会常務理事、南洋協会副会頭、山東鉱業会社を創立し、中国を漫遊。南満州鉄道株式会社に入り社長に推されるも辞退。大正12年（1923年）には、山本内閣の下で帝都復興審議会委員（大臣待遇）として聘され、内務省社会局参与に就任した。大正13年（1924年）に多忙により健康を損ね、胃癌のため早世した。叙従五位勲三等瑞宝章。
「鴎会」を創立してよく中国を漫遊し、中国と日本の間の友好と相互的経済発展を促進したことでも知られる。ワシントン会議と期を同じくして、原敬内閣の下では、首相官邸で話し合いが行われ渋沢栄一以下、井上準之助、和田、藤山雷太、団琢磨の五人が発起人となって実業団を編成して「英米訪問実業団」が途についた。財界に大きな足跡を残し、渋沢敬三の晩酌人を務めた。渋沢栄一が財界から身を引いた後は、和田と井上準之助の二人が「財界世話役」としてこれを継がんとしたが、両君ともに他界してからは、政界と密接に癒着して頭角をあらわしてきた「番町会」のパトロン・郷誠之助がその座に就いた。

皇典講究所理事としては、國學院大學（当時皇典講究所が経営母体であった）の渋谷移転に尽力。皇典講究所・國學院大學の創立以来、校地に神殿がないことを遺憾とし、校庭に学神を鎮祭する神殿建立を希望してその費用1万5千円を指定寄付したが、関東大震災で着工が遅れ、1930年（昭和5年）5月1日の鎮座を目にすることなく死去した。墓所は中津市浄安寺。

## 設立・経営に関わった会社
代表的なものは、日本工業倶楽部、東洋製鉄や日華紡織が良く知られている。その他にも理化学研究所や第一生命保険、伊藤忠、帝国商業銀行など多数の設立に関与。九州水力電気創立委員長、豊国銀行相談役、京王電気軌道相談役、大分紡績創立、王子電気相談役などを歴任して南満州鉄道や日本興業銀行にも所属して敏腕をふるった。

## 所属機関

### 政府
- 国産奨励会創設評議員、米価調節調査会委員、南洋協会副会長、東洋協会評議員、明治神宮奉賛会理事長、経済調査会委員、海軍協会評議員、東京商工奨励館設立期成会顧問、軍需評議員会評議員、救済事業調査会委員、臨時国民経済調査会委員、臨時財政経済調査会臨時委員、臨時産業調査会委員、朝鮮総督府臨時産業調査委員、教育評議会委員、臨時法制審議会臨時委員、内務省社会局参与。

### 学校
- 慶應義塾評議員、皇典研究所理事、東亜同文書院（東亜同文書院大学）監事、済生会理事、高等工業学校（現・東京工業大学）商議員嘱託、斯文会監事、講道館監事、日本女子大学評議員、実践女学校評議員。

## 中山別荘
中山別荘（中山荘）は1920年（大正9年）に和田豊治が大分県別府市大字別府山の手町9に建てた別邸（木造建造物）である。日本最初の住宅供給会社である亜米利加屋が山本拙郎に作らせた。山本の後輩の遠藤健三が工事監督、渡邉源四郎が棟梁を務めた。
1923年（大正12年）には久邇宮良子（香淳皇后）が宿泊先とし、別府温泉などを見学した。
第二次世界大戦後、接収されてウィリアム・ウェストモーランドの官舎となった。

## 伝記
- 『和田豊治氏と其の言行』（近代デジタルライブラリー）